# خانه شربت‌اوغلی
خانهٔ کمپانی (بنیاد ایران‌شناسی شعبه آذربایجان شرقی) مربوط به دوره قاجار است و در تبریز، محله قدیمی سرخاب قاپوسی، فرهنگسرای فعلی تبریز واقع شده و این اثر در تاریخ ۶ اسفند ۱۳۷۹ با شمارهٔ ثبت ۳۲۲۲ به‌عنوان یکی از آثار ملی ایران به ثبت رسیده‌است.

## مشخصات
این خانه در محله قدیمی سرخاب قرار گرفته‌است و دارای ۱۵۰۰ متر مساحت و ۱۳۰۰ متر زیر بنا در سه طبقه است این بنا دارای دو محیط در قسمت شمالی و جنوبی است که حیاط شمالی از سطح کوچه پایین‌تر است سر در ورودی در قسمت شمالی از طریق یک هشتی به حیاط شمالی و با چند پله به طبقه اول منتهی می‌شود در حیاط جنوبی نیز از طریق یک دالان که طاق نمای اجری دارد و پیشتر سرپوشیده بوده‌است به کوچه جنوبی منتهی می‌شود این دالان به چند خانه دیگر راه دارد و در انتها به واسطه یک هشتی به یک سر در آجری با تزیینات گچی می‌رسد.
قسمت مرکزی بنا که در سه طبقه شکل گرفته در طبقه همکف دارای چند اتاق تو در تو است ورود به زیر زمین که پوشش طاقی دارد و از چندین دالان تو در تو تشکیل یافته از حیاط شمالی و از طریق دو را ه پله است ارتباط بین طبقه همکف و اول از طریق یک راه پله مرکزی است و در مرکز طبقه اول یک تالار مرکزی قرار گرفته‌است.
نمای شمالی ساختمان تزیینات آجری دارد و سمت جنوب آن دارای دوازده ستون چوبی با سر ستون‌های گچی است جبهه شرقی حیاط جنوبی طاق نمای آجری دارد و در جبهه غرب آن بنایی دو طبقه قرار گرفته‌است یک راه پله مرکزی ما را به طبقه همکف می‌رساند که در دو طرف ان دو اتاق تو در تو قرار دارد طبقه پایین این قسمت نیز دارای پوشش طاقی و چندین اتاق تو در تو است این بنا در اواخر دوره قاجاریه ساخته شده‌است.